# Allardice Castle

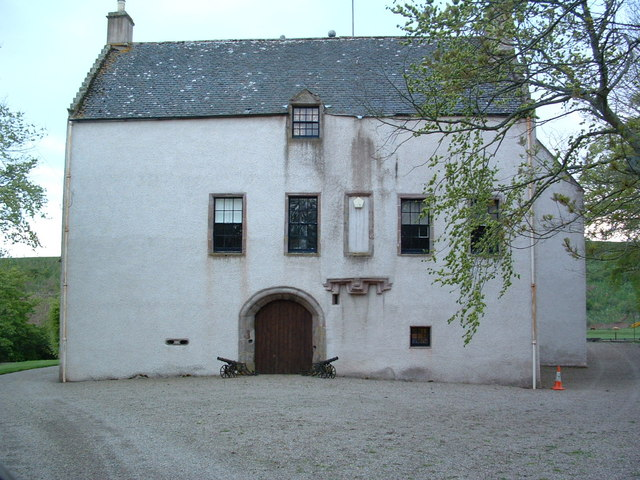
Allardice Castle

Allardice Castle, auch Allardyce Castle, ist ein Herrenhaus in der schottischen Council Area Aberdeenshire, beziehungsweise in der traditionellen Grafschaft Kincardineshire. Das von Historic Scotland als historisches Bauwerk der Kategorie A gelistete Haus aus dem 16. Jahrhundert liegt etwa 1,5 km nordwestlich von Inverbervie und ist das Heim der Familie Cowie. Der Fluss Bervie Water umfließt das Herrenhaus auf zwei Seiten.
Allardice Castle kann als ein Glied der Kette von Küstenfestungen gesehen werden. Nördlich davon liegen die Ruine von Dunnottar Castle, Fetteresso Castle, die Ruine von Cowie Castle und Muchalls Castle.